# Реформа
Реформа подразумева побољшање или измену оног што није у реду, незадовољавајуће. Употреба речи у овом контексту појављује се у 18. веку, а сматра се да потиче из удружења који препознају парламентарне реформе као њен примарни циљ. Треба разликовати револуцију од реформе. Револуција промена у корену или радикалне промене, а реформа представља промене неких проблема, без промена из корена. Реформа има за циљ да унапреди систем.